# NOS Comunicações
NOS Comunicações (anteriormente denominada ZON Multimédia e TV Cabo (PT Multimédia) como operadora de televisão a cabo, Optimus como operadora de telefonia móvel e anteriormente denominada ZON TVCabo Portugal S.A) é uma operadora portuguesa de televisão a cabo e satélite e fornece serviços de televisão, acesso à Internet, telefonia fixa (VOIP) e telefonia móvel. (Quintuple Play). Foi fundada em 1994 e tem a maior operadora como Vodafone e do MEO e Nowo.

## História
Inicialmente, a empresa (ZON MULTIMÉDIA) era uma divisão da PT Multimédia, pertencente ao grupo Portugal Telecom até 2007, altura em que as empresas se tornaram independentes. Desde a separação do grupo PT houve uma tentativa de melhorar a imagem da empresa, desgastada com as inúmeras queixas dos clientes e de abuso de posição dominante por parte das concorrentes, pelo que houve uma reorganização dos serviços de apoio, aumento dos produtos disponibilizados, em especial a introdução do Triple Play, Televisão de alta definição, Video on demand e, finalmente, a mudança de nome de TVCabo para ZON. O marketing agressivo foi reforçado, na tentativa de limitar a expansão da antiga empresa mãe (Portugal Telecom) e das restantes concorrentes na área do Triple Play.
No dia 24 de Julho de 2008, a ZON TV comprou, numa perspetiva de expansão das suas infraestruturas e penetração de mercado, em conjunto com a CBI, a Bragatel e a Pluricanal (Leiria e Santarém, já que a Pluricanal Aveiro foi comprada pela Cabovisão, e a Pluricanal Gondomar foi comprada pela TVTEL nos anos 90) ao empresário José Berardo. A 17 de Janeiro de 2008, a ZON TV Cabo anunciou a compra, em conjunto com a Caixa Geral de Depósitos, da TVTEL. Em 2009, a ZON TVCabo, lança um espaço infantil, ZON Kids para aceder o videoclube para entrar na caixa mágica.
A NOS incubou inicialmente sob a designação de ZON OPTIMUS, empresa oriunda da fusão entre a ZON Multimédia e a Optimus (Ex SONAECOM) e que foi fundada em Agosto de 2013 após a Autoridade da Concorrência e a Comissão Nacional de Valores Imobiliários aprovar a união das duas companhias. No dia 16 de Maio de 2014, resultante da fusão entre a ZON e a Optimus, nasceu a marca NOS, depois de 5 meses quando a TMN nasceu a marca única MEO e depois de 13 anos em 2001, quando a Telecel passou a Vodafone. O seu aparecimento ficou marcado por uma estratégia de penetração de mercado de elevada agressividade e da reaproximação ao cliente.
A liderança operada pela NOS TV desde 2024, a TVI que liderou as audiências, vencedo a SIC.

## Slogans e Serviços prestados
Slogans

1996-2004: Adere Já a TVCabo
2004-2008: Há Coisas Fantásticas não há?
2008-2014: Quem a ZON Está ON
2010-2014 (alt): Iris não é televisão, é a tua visão
2014-2018: Há mais em NOS
2018-2019: Vamos viver Juntos
2020-2021: Vamos Ficar Ligados
Desde 2021: Faz o que ninguém Fez
Serviços Prestados

Os serviços que oferece incluem:
- Televisão via cabo ou satélite (ver secção Tecnologia), com canais opcionais por subscrição (canais Premium);
- Internet de banda larga
- Serviço telefónico, utilizando a tecnologia VOIP.
- Serviço de telefone móvel, pós ou pré pago.

## Canais extintos
Ao longo dos anos os pacotes da TVCabo / ZON / NOS sofreram alterações e alguns canais, ou por falta de audiência ou por estratégia da empresa, foram removidos das ofertas. Abaixo está a lista de canais extintos.
| Canal                           | País           | Género                      | Data                              | Data & motivo da remoção com algumas referências |
| ------------------------------- | -------------- | --------------------------- | --------------------------------- | --- |
| TeleUno                         | Portugal       | Séries                      |                                   | Voltou uns anos mais tarde à grelha da TVCabo (em Maio de 2004) com o nome AXN. |
| Galavisión                      | México         | Generalista                 |                                   | Finalização do contrato celebrado, que não foi renovado novamente. |
| Discovery Showcase HD           | Reino Unido    | Documentário                |                                   | Foi substituído pelo Discovery HD. |
| NBC                             | Estados Unidos | Generalista                 |                                   | A NBC Europe abandonou as suas transmissões em 1998 passando a transmitir apenas nos EUA. |
| Andalucía TV/ Canal Fiesta      | Espanha        | Info. indisponível          |                                   | Falta de popularidade do canal. |
| DSF                             | Alemanha       | Desporto                    |                                   | Foi substituído pelo canal Motors, sendo que era emitido em período de testes, em alemão. |
| TNT                             | Estados Unidos | Séries                      |                                   | Canal substituído pelo TCM - Turner Classic Movies, que partilhou a mesma posição e frequência com a versão em inglês do Cartoon Network, até à substituição deste último pelo Cartoon Network Portugal. |
| SOL Música Portugal             | Portugal       | Música                      | 13 de janeiro de 2005             | Versão portuguesa do canal substituída pelo The Biography Channel. |
| SOL Música España               | Espanha        |                             | 2003                              | A TV Cabo retirou o canal da sua grelha. |
| Quantum                         | Portugal       | Televendas                  |                                   | Deixou de existir dando lugar ao canal Gigashopping.tv |
| GNT                             | Brasil         | Generalista                 | 1 de abril de 2006                | A NOS (anteriormente ZON) alegou não-renovação do contrato com o GNT para o desaparecimento do mesmo da grelha, e o canal alegou incumprimento por parte da ZON do contrato. Não havendo consenso entre as duas partes, foi desligada a transmissão do canal. |
| Muzzik                          | França         | Música                      |                                   | Mudança de logotipo, e nome de canal, para Mezzo em abril de 2002. |
| Canal Brasil                    | Brasil         | Filmes                      | 2004                              | 15 de Outubro de 2004. Falta de popularidade do canal. |
| Canal Saúde                     | Portugal       | Educacional                 |                                   | Falta de audiência do canal. |
| La Cinquieme                    | França         | Generalista                 | 2002                              | Substituído pela versão 24h do Arte |
| SIC Gold                        | Portugal       | Generalista                 | 2004                              | 18 de Outubro de 2004, devido a alteração de nome do canal (foi substituído pelo SIC Sempre Gold e depois pelo SIC Comédia). |
| SIC Comédia                     | Portugal       | Generalista                 | 31 de dezembro de 2006            | Razões contratuais |
| TV Medicina                     | Portugal       | Educacional                 |                                   | Falta de audiência do canal. |
| Telecine Premium (1)            | Portugal       | Cinema                      | 1 de Julho de 2003                | Foi adquirido pela Lusomundo, passando a denominar-se Lusomundo Premium, e mais tarde TVCine 1 (hoje TVCine TOP) |
| Telecine Gallery (2)            | Portugal       | Cinema                      | 1 de Julho de 2003                | Foi adquirido pela Lusomundo, passando a denominar-se Lusomundo Gallery, e mais tarde TVCine 2 (hoje TVCine Edition) |
| TV Canção Nova                  | Brasil         | Religião                    | 2001                              | O canal foi retirado em 2001. A ZON Multimédia (hoje NOS) alegou, na altura, incapacidade de transmissão do canal (por ventura, inexistência de espaço na grelha do pacote Clássico da altura) A 1 de Outubro de 2008 volta a emitir na posição 286 da ZON TVCabo. |
| SMS TV                          | Portugal       | Variedades/Interactividade  |                                   | Falta de audiência e de participação por parte dos assinantes. |
| TVI Eventos                     | Portugal       | Reality Tv                  | 2004                              | O Canal servia para acompanhar 24h por dia os reality shows da TVI, mas este serviço foi descontinuado por falta de subscritores, sendo substituído até à sua extinção efectiva pela emissão de noticias, series e informação económica, após o fim do Big Brother. Mais tarde a TVI voltou a ter um canal adicional na posição 7 da NOS (antiga ZON), de nome TVI24.                                       |
| Canal 21                        | Portugal       | Programação                 |                                   | Mudou de nome para TV Cabo Programação e mais tarde para "Zon TVCabo Programação" |
| TV Cabo Programação             | Portugal       | Programação                 | 31 de Janeiro de 2008             | Mudou-se para "Zon TVCabo Programação" |
| ZON TVCabo Programação          | Portugal       | Programação                 | Março 2010                        | Passou-se a Chamar-se ZON Destaques da Programação. A ZON Multimédia declarou que a marca de telecomunicações em Portugal, que abandona TVCabo após 16 anos e passou a ser denominada ZON TV. Então a ZON Conteúdos o logo canto esquerdo da ZON TVCabo passou a ser a marca própria ZON. |
| TVI Secert Story 5              | Portugal       | Realtiy Tv                  | 2015                              | O Canal foi descontinuado após a final Sercet Story 5, sendo substituído até 3 Outubro de 2015, pela emissão em direto 24h do Realtiy Show da TVI que deixou a sua marca da TVI Direct. Em 2015, a TVI voltou a ter um canal adicional na posição 12, com o nome da TVI Realtiy. |
| Eurosport News                  | França         | Desporto/Notícias           | 2018                              | O Canal de Notícias do Eurosport, terminou as suas emissões a 1 de Janeiro de 2018, dando lugar a Eurosport 2. |
| TVSéries                        | Portugal       | Séries                      | 2020                              | O Canal TVSéries foi descontinuado a 14 de Janeiro de 2020, após 9 anos de estrear o Canal. O canal passou a ter quatro canais da TVCine. |
| SPORT.TV Live                   | Portugal       | Desporto                    | 2014                              | O Canal foi descontinuado a 14 de Agosto de 2014, dando lugar ao Sport Tv 4. |
| Motors TV                       | Estados Unidos | Desporto                    |                                   | Indisponibilidade técnica temporária de transmissão do canal; e razões contratuais. |
| Viver Vivir                     | Espanha        | Generalista                 |                                   | Razões contratuais.(foi substituído pelo canal Infinito que foi desactivado na tarde do dia 1 de Abril, passando a transmitir novamente no dia 22 de Abril, chamado myzen.tv e transmitido em 1080p Full HD) |
| Íntimo                          | Espanha        | Erótico                     |                                   | Razões contratuais. Estava na mesma posição do canal "Viver Vivir", transmitindo a partir das 23:00h (onde curiosamente deixava de haver qualquer informação de emissão, tendo apenas a indicação de "Strip". Mais tarde a TVCabo arranjou novo substituto, numa posição diferente: foi substituído pelo canal XXL)                                                                                         |
| Locomotion                      | Espanha        | Infantil                    |                                   | Transmitia em português do Brasil e deixou de transmitir (na altura era a Cabovisão S.A. que detinha os direitos de transmissão) em junho de 2003, devido à não renovação do contrato (apenas de 1 ano) e devido a desentendimentos entre as duas partes. Na mesma altura, o mesmo canal deixou de ser transmitido pela plataforma espanhola Vía Digital.                                                   |
| CNL                             | Portugal       | Notícias                    | 8 de Janeiro de 2001              | Foi comprado pelo Grupo SIC e o canal foi substituído pela SIC Notícias |
| NTV                             | Portugal       | Notícias                    |                                   | Foi integrado no grupo RTP e o seu nome alterado para RTPN |
| Reality TV                      | Reino Unido    | Entretenimento              |                                   | O canal foi adquirido pela AMC Networks (anteriormente Chello Media), passando a designar-se Zone Reality ou mais tarde CBS Reality. |
| Zone Reality                    | Reino Unido    | Entretenimento              | 2012                              | Passou-se a chamar CBS Reality, mudando de nome e imagem. |
| CBS Reality                     | Reino Unido    | Entretenimento              | Janeiro de 2016                   | A NOS verificou-se o canal CBS Reality, tal como a Trace Sports HD, foi retirado da grelha de canais da NOS. |
| Sony TV                         | Portugal       | Entretenimento              | 14 de abril de 2012               | O canal terminou-se as suas emissões às 8h00 da manhã no dia 14 de abril de 2012, dando lugar ao AXN White |
| TV5                             | França         | Generalista                 |                                   | Passou a designar-se TV5 Monde |
| SexyHot                         | Brasil         | Erótico                     |                                   | Foi substituído pelo canal Venus |
| Lusomundo Premium               | Portugal       | Cinema                      | 1 de Novembro de 2007             | Deixou de emitir apenas filmes de estreia, passando a designar-seTVC1 até a última substituição da TVCine TOP |
| Lusomundo Gallery               | Portugal       | Cinema                      | 1 de Novembro de 2007             | Deixou de emitir apenas filmes clássicos, passando a designar-se TVC2 até a última substituição da TVCine EDITION |
| Lusomundo Action                | Portugal       | Cinema                      | 1 de Novembro de 2007             | Deixou de emitir apenas filmes de acção, passando a designar-se TVC3 até a última substituição da TVCine EMOTION |
| Lusomundo Happy                 | Portugal       | Cinema                      | 1 de Novembro de 2007             | Deixou de emitir apenas filmes de comédia, passando a designar-se TVC4 até a última substituição da TVCine ACTION |
| The Biography Channel           | Portugal       | Documentários Biográficos   | 2007                              | No dia 19 de Outubro de 2007 o canal mudou de nome e imagem de The Biography Channel para Bio. |
| MTV Base                        | Reino Unido    | Música                      |                                   | Foi substituído pelo MTV Dance. A MTV decidiu deixar de transmitir a MTV Base para a Europa. |
| MTV Hits                        | Reino Unido    | Música                      |                                   | Foi retirado pela TVCabo devido a razões desconhecidas. Sabe-se apenas que tais razões tinham que ver com as comunicações que haviam entre a TV Cabo e a MTV e que envolviam cláusulas do contrato, que a MTV pretendia renegociar. Não houve entendimento entre as duas partes e deixou de haver transmissão do dito canal. Na plataforma por satélite da TV Cabo, o canal foi substituído pela MTV Music. |
| MOV                             | Portugal       | Séries/Filmes               | 31 de março de 2017               | A Dreamia e a NOS terminou as emissões, foi substituído pela AMC na versão SD. No entanto o canal MOV HD e MOV SD (sem box) não foi substituído, mas é retirado da grelha de canais. Mais tarde em 2020 a NOS, voltou-se a 4° canal da Dreamia com a Casa e Cozinha. |
| BBC World                       | Reino Unido    | Notícias                    |                                   | O nome do canal foi alterado para BBC World News. |
| BBC World News                  | Reino Unido    | Notícias                    | 2022                              | O canal deixou de estar disponível na grelha de canais da NOS. |
| Russia Today                    | Rússia         | Notícias                    | 1 de março de 2022 (não retirado) | A NOS bloqueou o canal Russia Today, devido a invasão da Ucrânia pela Rússia. A mensagem está desde 2022. |
| RTP HD                          | Portugal       | Jogos Olímpicos             |                                   | Fim dos Jogos olímpicos. Poderá ser provavelmente usado no futuro como um sexto canal de conteúdos partilhados, mudando de nome e de logo. |
| Sailing Channel                 | Itália         | Desporto                    |                                   | Foi substituído, a 1 de Outubro de 2008, pelo Yacht & Sail |
| Gigashopping                    | Portugal       | Televendas                  |                                   | Depois do canal ter deixado de emitir via satélite e em várias zonas do país via cabo, excepto Lisboa, Porto, Coimbra e Margem Sul do Tejo, a partir do dia 23 de Julho de 2009, o canal também deixa de emitir nestas localidades. |
| ESPN Classic                    | Reino Unido    | Desporto                    |                                   | O canal deixou de emitir via satélite. Enquanto não transmitia, foi substituído temporariamente pelo NASN. Quando voltou a transmitir, o NASN mudou de nome e de objectivo para ESPN America. |
| Mundotoro TV                    | Espanha        | Desporto                    | 18 de julho de 2023               | Passou-se a chamar-se OneToro TV |
| Baby TV                         | Inglês         | Babies                      | 2009                              | A ZON TV nunca utilizou o canal Baby TV sem áudio em português, mas (foi julgado pela separação da PT em 2007) o canal deixou é substituída pelo canal americano Baby First TV. No dia 28 de abril de 2009 o canal começou a emitir em português europeu da ZON. Em Janeiro de 2018 o canal voltou-se a emitir da grelha da NOS.                                                                            |
| Gospel TV                       | Português      | Entretenimento              | 2023                              | 31 de agosto de 2023: O canal deixou de transmitir na grelha de canais da NOS. |
| ACORN TV                        | Reino Unido    | Outros                      | 29 de setembro de 2023            | O canal da plataforma deixou de estar disponível na NOS. Os programas da ACORN são movidos pela TVCine+. |
| Baby First TV                   | Israel         | Babies                      | 2018                              | Foi substituído pelo Baby TV |
| TCM Europe                      | Reino Unido    | Filmes                      | 2013                              | Em dezembro de 2013, com o lançamento do Cartoon Network Portugal, os canais TCM e Boomerang da Europa Central deixaram de transmitir após 13 anos de estrear em 2000. O canal da Warner Bros Discovery esteve de esperar até 2021 para o canal estar de Volta. Mais tarde, a NOS voltou a ter o novo canal de Warner Bros Discovery EMEA, com o nome da CNN Portugal.                                      |
| TV Bulgaria                     | Bulgária       | Generalista                 |                                   | Mudou de nome para BNT Sat |
| Globo Premium                   | Brasil         | Entretenimento              | 2018                              | Mudou-se de nome para Globo Now até a substituição mais tarde pela Globo News. |
| A&E                             | Portugal       | Lifestyle/Entretenimento    | 2018                              | O canal mudou-se de nome e imagem para Blaze (ou mais tarde pela AMC Break). |
| TV Fátima                       | Portugal       | Outros                      | 25 de julho de 2018               | O canal deixou de transmitir no dia 25 de 2018 pela NOS. Após o termino da emissão, a NOS foi removida da grelha de canais, que esteve para esperar 4 anos depois do canal religiosa. Em 2022, a NOS voltou-se a ter um canal religioso da Record Europa, a UniFé. |
| ZON 3D                          | Portugal       | Desporto                    | 2011                              | A ZON Multimédia (após a NBA 2011) deixou de emitir o canal em 3D, ficando com o logotipo ZON exibido até 2014, quando mudou-se para a NOS. |
| ZON Filmes                      | Portugal       | VOD                         | 2011                              | O canal ZON Filmes deixou de transmitir o canal de filmes na Powerbox Octal e Powerbox Thomson, quando renovou a versão de software. |
| Funtastic Life Experience       | Portugal       | Programação                 | 2008                              | No dia 31.01.2008, durante a mudança para a ZON Multimédia, o canal da experiência dos canais exclusivos Funtastic Life deixou de emitir na grelhas de canais da ZON TVCabo e a ZON já emitie os 4 canais com a marca de telecomunicações em Portugal. |
| BNT World                       | Bulgária       | Generalista                 | 2018                              | Em 2018, o canal mudou-se de nome para BNT 4. |
| RecordTV Europa                 | Brasil         | Generalista                 | 2023                              | Voltou-se a ser Record Europa no dia 7 de Novembro de 2023. |
| MTV Music, MTV Rocks, MTV Dance | Reino Unido    | Música                      | 9 de Julho de 2019                | Foram substituídos pelo MTV Live HD . |
| NASN                            | Estados Unidos | Desporto                    | 2009                              | Mudou de nome para ESPN America no dia 1 de Fevereiro de 2009 |
| Nickelodeon Ukraine Pluto TV    | Ucrânia        | Infantil                    | 1 de julho de 2023                | O canal Nickelodeon na Ucrânia, deixou de existir as transmissões e a NOS e a Paramount Networks EMEAA deve continuar-se os canais infantis Nickelodeon e Nick Jr. |
| Disney Cinemagic                | Portugal       | Infantil                    | 1 de novembro de 2012             | O canal irmão da Disney terminou as suas emissões e deixou de existir á ZON, dando lugar ao Disney Junior. |
| Bloomberg España                | Espanha        | Informativo, Negócios       | 2009                              | Devido a uma reestruturação da Bloomberg LP, o canal Bloomberg España como outros canais locais da Bloomberg LP deixaram de transmitir no dia 8 de Março de 2009 sendo estes substituídos na frequência emitida pela versão europeia, já existente na NOS (anteriormente ZON). |
| Canal Infinito                  | Argentina      | Documentários               | 2009                              | A partir do dia 1 de Abril de 2009 a ZON (hoje NOS) deixou de emitir o canal sendo este substituído na mesma posição pelo Myzen.tv. As publicidades do canal eram em português, por outro lado os documentários do canal estavam em castelhano e em inglês legendados em português. |
| +TVI                            | Portugal       | Lifestyle                   | 2015                              | O Canal encerrou as suas emissões, a 1 de dezembro de 2015, dando lugar ao outro canal da TVI: TVI Reality. |
| TiJi                            | França         | Infantil                    | 2020                              | Motivos Alheios. |
| RAI News 24                     | Itália         | Notícias                    | 2021                              | Substituído por o RAI1. |
| VH1 Classic                     | Reino Unido    | Música                      | 2020                              | O canal foi extinto. |
| RTP 4K                          | Portugal       | Desporto                    | 15 de julho de 2018               | Fim do Mundial FIFA 2018. O canal temporário terminou as suas emissões e a NOS foi retirado da grelha da canais. |
| BTV 2                           | Portugal       | Desporto                    | 2016                              | O canal terminou as suas emissões no dia 17 de agosto de 2016, para os clientes Fibra e Satélite na TV Paga. A NOS decidiu o canal BTV continuar os jogos do Benfica para a Liga NOS. |
| Económico TV                    | Portugal       | Desporto                    | 2 de novembro de 2016             | O canal deixou de fazer parte da oferta de canais das NOS. |
| Eurosport 2 Xtra                | Portugal       | F1                          | 2017                              | Deixou de transmitir á NOS no dia 1 de março de 2017 e o canal foi removido da oferta. A NOS continua a emitir os canais Eurosport e Eurosport 2 disponíveis na Fibra e Satélite. |
| Outdoor Channel HD              | Estados Unidos | Desporto                    | 2019                              | Motivo Desconhecido. |
| RAI 2                           | Itália         | Generalistas Internacionais |                                   | Saiu da TV Fibra e ficou apenas disponível para clientes do Açores e Madeira. |
| RAI 1                           | Itália         | Generalistas Internacionais | 2023                              | O canal foi substituído pelo RAI Italia. |
| TVI24                           | Portugal       | Informação                  | 2021                              | O Canal terminou as suas emissões a 22 de novembro de 2021 ás 20h45, dando lugar a CNN Portugal. |
| Toros TV                        | Espanha        | Desporto                    | Maio 2023                         | O canal finalizou as suas emissões e foi lançado um novo canal chamado "MundotoroTV" |
| FOX Portugal                    | Portugal       | Filmes e Séries             | 2024                              | No dia 7 de fevereiro de 2024, o canal deixou de existir após 21 anos, dando lugar á STAR Channel. |
| FOX Life                        | Portugal       | Filmes e Séries             | 2024                              | No dia 7 de fevereiro de 2024 o canal deixou de existir, dando lugar à STAR Life. |
| FOX Movies                      | Portugal       | Filmes                      | 2024                              | No dia 7 de fevereiro de 2024 o canal deixou de existir, dando lugar à STAR Movies. |
| FOX Crime                       | Portugal       | Filmes e Séries             | 2024                              | No dia 7 de fevereiro de 2024 o canal deixou de existir, dando lugar a STAR Crime. |
| FOX Comedy                      | Portugal       | Comédia/Séries              | 2024                              | No dia 7 de fevereiro de 2024 o canal deixou de existir, dando lugar a STAR Comedy. |

## Pacote Selecção (extinto)
O pacote selecção (serviço analógico) a partir de Março de 2009 deixou de ser comercializado. Os clientes que aderiram a este pacote até Março de 2009 continuarão com o mesmo pacote embora este tenha sido descontinuado e já não esteja disponível para novas adesões. Este pacote consiste somente em 18 canais que são os seguintes:
| #  | Canal                       | País           | Género          | Áudio   | Formato   | Idiomas    | Legendado | Emissão                                                    | Teletexto | Disponibilidade em FTA            |
| -- | --------------------------- | -------------- | --------------- | ------- | --------- | ---------- | --------- | ---------------------------------------------------------- | --------- | --------------------------------- |
| 1  | RTP1                        | Portugal       | Generalista     | Estéreo | 4:3, 16:9 | PT         | Não       | 24h                                                        | 5138      | VHF/UHF                           |
| 2  | RTP 2                       | Portugal       | Generalista     | Estéreo | 4:3, 16:9 | PT         | Não       | 24h                                                        | 5138      | UHF                               |
| 3  | SIC                         | Portugal       | Generalista     | Estéreo | 4:3       | PT         | Não       | 24h                                                        | 5170      | UHF                               |
| 4  | TVI                         | Portugal       | Generalista     | Estéreo | 4:3       | PT         | Não       | 24h                                                        | 5186      | UHF                               |
| 5  | SIC Notícias                | Portugal       | Notícias        | Estéreo | 4:3       | PT         | Não       | 24h                                                        | 7970      |                                   |
| 6  | TVI24                       | Portugal       | Notícias        | Estéreo | 4:3       | PT         | Não       | 24h                                                        |           |                                   |
| 7  | RTP Memória                 | Portugal       | Temático        | Estéreo | 4:3       | PT         | Não       | 24h                                                        |           |                                   |
| 8  | RTP África                  | Portugal       | Generalista     | Mono    | 4:3 viva  | PT         | Não       | 24h                                                        |           | Intelsat 907                      |
| 9  | Eurosport                   | Portugal       | Desporto        | Mono    | 4:3       | PT         | Não       | 7h - 1h (Televendas nas horas restantes)                   | 4244      | Astra 1                           |
| 10 | Canal Panda                 | Espanha        | Infanto-juvenil | Mono    | 4:3       | PT         | Sim       | 5h - 1h                                                    |           |                                   |
| 11 | Cartoon Network             | Reino Unido    | Infanto-juvenil | Estéreo | 4:3       | EN         | Não       | 5h - 20h (Nas restantes horas transmite o TCM)             |           |                                   |
| 11 | TCM                         | Reino Unido    | Filmes          | Estéreo | 4:3       | EN         | Não       | 20h - 5h (Nas restantes horas transmite o Cartoon Network) |           |                                   |
| 12 | MOV                         | Portugal       | Filmes e Séries | Estéreo | 4:3       | PT         | Sim       | 24h                                                        |           |                                   |
| 13 | AXN                         | Portugal       | Séries          | Mono    | 4:3       | EN, PT     | Sim       | 24h                                                        |           |                                   |
| 14 | MTV Portugal                | Portugal       | Música          | Estéreo | 4:3       | PT, EN     | Sim       | 24h                                                        |           |                                   |
| 15 | TV Record [ligação inativa] | Brasil         | Generalista     | Mono    | 4:3       | PT         | Não       | 24h                                                        |           | Hispasat e Astra 1                |
| 16 | Odisseia                    | Portugal       | Documentários   | Mono    | 4:3       | PT         | Não       | 24h                                                        |           |                                   |
| 17 | Bio.                        | Portugal       | Documentários   | Estéreo | 4:3       | PT         | Não       | 24h                                                        | 187       |                                   |
| 18 | Euronews                    | União Europeia | Notícias        | Mono    | 4:3       | EN, ES, PT | Não       | 24h                                                        | 4117      | Hispasat, Astra 1, Hotbird et al. |
| 19 | Canal de Teste              | ?              | ?               | ?       | ?         | ?          | ?         | Depende da localidade                                      |           |                                   |
| 20 | Canal de Teste              | ?              | ?               | ?       | ?         | ?          | ?         | Depende da localidade                                      |           |                                   |
| 21 | Canal de Teste              | ?              | ?               | ?       | ?         | ?          | ?         | Depende da localidade                                      |           |                                   |
| 22 | Canal Programação           | Portugal       | Programação     | Mono    | 4:3       | PT         | Não       | 24h                                                        |           | Hispasat                          |

|  | Canais que transmitem em sinal aberto em UHF ou VHF. |
|  | Canais livres que transmitem em FTA no satélite.     |

## Canais daNOS
Ativos
- Canal NOS fica na posição 700. É usado essencialmente para a emissão em direto do festival e outros eventos ou campanhas da marca. Marioritariamente, e quando não tem programas a exibir, são emitidos em loop os separadores do canal.
- NOS Studios fica na posição 16 e 81 em HD e na 56 em SD. É um canal de filmes, exceto em alguns pacotes ou se oferecido pela operadora ao cliente, lançado no dia 18 de junho de 2019 às 21h15m. Tem a particularidade de exibir filmes que saíram nos cinemas 6 meses antes da exibição no canal.
- Canal de Teste fica na posição 298 (368 em satélite).
- Acolh fica na posição 369 (o canal tem o nome de "Canal de Teste" em RF).
- Ativação NOS fica na posição 456. Canal de serviços técnicos da box.

Extintos
- Demonstração de Serviço ficava na posição 297. Mostrava Tutoriais dos serviços NOS.
- Chegou a Ultra HD 4K ficava na posição 444. Canal dedicado a conteúdos com qualidade de imagem 4K.
- NOS Ultra HD 4K ficava na posição 442. Emitia um loop de uma promoção do NOS Alive 2016.
- ZON Destaques da Programação ficava até 2012, quando o canal foi substituída pela Demonstração de Serviço
- Destaques ZON Videoclube o canal fica na posição 10 da Box para ver os destaques e os filmes de sucesso para ti (Paramount, Universal Pictures, Sony e Warner Bros.
- ZON Showcase (1 e 2) ficava nas posições durante a transmissão dos jogos da NBA.
- ZON Filmes fica o canal disponível até 2011 na Powerbox para poder ver Filmes sem sair de casa e sem pagar na fartura.
- ZON 3D o canal esteve nos jogos de preparação no Mundial de 2010 e na transmissão da NBA em 2011.